# L’Amour (Album)
L’Amour ist ein 1983 produziertes Pop-Album des kanadischen Singer-Songwriters Lewis (eigentlich: Randall Wulff). Das Album blieb 1983 unbeachtet und geriet in Vergessenheit, bis es nach über 20 Jahren wiederentdeckt und 2014 neu veröffentlicht wurde. Zu dieser Zeit war die Identität des Sängers öffentlich nicht bekannt. Er galt als verschollen und totgeglaubt; das Plattenlabel stilisierte ihn zum Mysterium. Die weltweit verbreiteten Spekulationen über die hinter Lewis stehende Person trugen zum Erfolg der Neuveröffentlichung bei.

## Entstehungsgeschichte
Die Einzelheiten zur Entstehungsgeschichte des Albums sind nur lückenhaft bekannt. Weder die beteiligten Musiker noch der Aufnahmeort sind zweifelsfrei geklärt.
Nach Maßgabe der Informationen des Labels Light In The Attic, das 2014 die Neuauflage von L’Amour verantwortete, wurden alle Lieder des Albums von dem aus Calgary stammende Randall Aldon Wulff geschrieben und gesungen, der die Schallplatte unter dem Pseudonym Lewis veröffentlichte. L’Amour ist nach Kenntnisstand 2021 das erste Album des Sängers, der bis dahin in der Musikindustrie nicht in Erscheinung getreten war. Es gibt keine Hinweise darauf, dass das Album 1983 in den Medien rezipiert wurde. Zwei Jahre später brachte Wulff, nunmehr unter dem Pseudonym Lewis Baloue, das Album Romantic Times heraus, das ebenfalls selbst geschriebene Lieder enthält. Auch hierzu ist keine zeitgenössische Medienresonanz belegt. Der Verbleib des Musikers während der folgenden eineinhalb Jahrzehnte ist ungeklärt.
Abweichend von dieser quasi-offiziellen Version halten einige Autoren es für möglich, dass das Album insgesamt ein Schwindel ist.

## Inhalt und Stil
L’Amour enthält zehn Lieder, als deren Autor jeweils „Lewis“ angegeben ist. Den Titeln der Lieder zufolge geht es vielfach um Liebe und Liebesbeziehungen. Die Lyrik besteht aus „Schnipseln und Fragmenten“ und ist weitgehend „unverständlich“. Wulff singt auf allen Stücken langsam und sehr leise; Rezensionen beschreiben seinen Gesang als Murmeln oder Wispern. In der Begleitmusik dominieren neben der – wahrscheinlich von Wulff selbst gespielten – Gitarre vor allem Synthesizer, die laut Covernotiz von einem Musiker namens Phil Lees gespielt wurden. Seine Identität konnte bislang nicht geklärt werden.

## Produktion
Einer Notiz auf dem Cover zufolge spielte Wulff die Aufnahmen für L’Amour im Music Lab Studio in Los Angeles ein, das als das seinerzeit preiswerteste Studio der Stadt beschrieben wird. Abweichend davon gibt eine Quelle an, dass Wulff die Lieder in Wirklichkeit bereits vorab im Fiasco Bros. Studio in Vancouver aufgenommen und sie in Los Angeles nur noch abgemischt habe. Als Produzent wurde Bob Kinsey genannt.
Die Pressung der Vinylschallplatten und die Herstellung des Covers übernahm der Spezialbetrieb Rainbo Records in Kalifornien. Wie viele Exemplare des Albums 1983 hergestellt wurden, ist unklar. Eine Quelle spricht von einer Kleinstauflage.
Auf einigen Exemplaren des Albums befindet sich ein Aufkleber, der auf die „Hit-Single“ Romance For Two hinweist; Romance For Two ist das letzte Lied des Albums. Tatsächlich gibt es bis 2021 keinerlei Anhaltspunkte dafür, dass Wulff zu diesem (oder einem anderen) Lied des Albums eine Single herstellen ließ. Eine Chartnotierung dieses Liedes gibt es nicht.

## Titelliste
Seite 1:
1. I Thought The World Of You (Lewis) – 2:34
2. Cool Night In Paris (Lewis) – 3:15
3. My Whole Life (Lewis) – 2:20
4. Even Rainbows Turn Blue (Lewis) – 3:33
5. Like To See You Again (Lewis) – 4:25

Seite 2:
1. Things Just Happen That Way (Lewis) – 4:24
2. Summer’s Moon (Lewis) – 3:52
3. Let's Fall In Love Tonight (Lewis) – 3:43
4. Love Showered Me (Lewis) – 4:05
5. Romance For Two (Lewis) – 4:50

## Cover
Das Coverfoto zeigt ein Porträt des Sängers mit unbekleidetem Oberkörper. Die Aufnahme ist schwarzweiß und überbelichtet. Das Bild nahm Ed Colver auf, ein für seine Dokumentationen der Punk-Sezene bekannter Fotograf aus Los Angeles. Sämtliche Fotoaufnahmen entstanden im Luxushotel The Beverly Hilton, in dem Wulff während der Arbeiten an L’Amour eine Suite gemietet hatte. Wulff bezahlte Colver mit einem nicht gedeckten Scheck über 250 $. Das Cover enthält eine Widmung an das Fotomodel Christie Brinkley und den Hinweis darauf, dass sie den Sänger zu dem Romance For Two inspiriert habe.

## Neuveröffentlichung 2014
Das Label Light In The Attic, das auf das auf Raritäten und Vergessenes spezialisiert ist, brachte L’Amour im Juni 2014 unter der Katalognummer LITA 117 als Langspielplatte und als CD neu heraus. Später war es auch als Download erhältlich.
Light In The Attic war etwa 2013 auf das Album aufmerksam geworden, nachdem Originalpressungen auf Internetbörsen zwischenzeitlich Dollar-Preise in vierstelliger Höhe erreicht hatten. Die Neuauflage im Frühjahr 2014 war mit einer groß angelegten, weltweit rezipierten Pressekampagne verbunden, die die ungeklärte Identität und den möglichen Tod des Sängers thematisierte und schrittweise Neuigkeiten von der Entdeckung des Klarnamens bis zur tatsächlichen Auffindung des Künstlers im August 2014 beinhaltete. Einige Kommentatoren haben allerdings Zweifel an der Belastbarkeit dieser Geschichte; vereinzelt wird sie für einen bloßen PR-Trick zur besseren Vermarktung des Albums gehalten.
Ein Musikstudio aus Vancouver veröffentlichte 2014 im Fahrwasser des L’Amour-Hypes eine Reihe weiterer Aufnahmen Wulffs, die – nunmehr unter dem Pseudonym Randy Duke – in den späten 1990er- oder frühen 2000er-Jahren entstanden sein sollen.

## Rezensionen
Aus der Zeit der ersten Veröffentlichung von L’Amour sind keine Rezensionen belegt. Nach der Wiederveröffentlichung 2014 gab es hingegen zahlreiche Besprechungen des Albums. L’Amour wurde darin allgemein als insgesamt eigenständig beschrieben. Eine klare Einordnung in etablierte Musikrichtungen unterblieb zumeist; vereinzelt wurde eine Ähnlichkeit zum New Wave oder zu dessen Subgenre Ethereal attestiert. Zur Charakterisierung wurden Adjektive wie „hypnagogisch“, „ektoplasmisch“ oder „transzendent“ verwendet. Die stilistische Einzigartigkeit wird in vielen Kommentaren hervorgehoben:

„Zehn seltsame, einlullende Balladen, die sich allen Genres entziehen.“

Full of gently dissolving melodies and gossamer synths

„(Das Album ist) voll von sich langsam auflösenden Melodien und hauchdünnen Synthesizerklängen.“

The music is deceivingly graceful and transcendent, filled with scant arrangements of noodling synthesizers, gently plucked acoustic guitars and those whispered mumble of his.

„Die Musik ist auf irreführende Weise würdevoll und transzendent, geprägt von spärlichen Arrangements aus leiernden Synthesizern, vorsichtig gezupften Akustikgitarren und diesem gewisperten Murmeln von Lewis“

„Les sonorités chancelantes de L’Amour, d’une si faible constitution, et la voix imparfaite de Randall Wulff, ont quelque chose de fragile, mais d’une fragilité sans complaisance.“

„Die schwankenden Töne, die von so schwacher Konstitution sind, und die unvollkommene Stimme Randall Wulffs haben etwas Zerbrechliches; eine kompromisslose Zerbrechlichkeit.“

„Les synthétiseurs, particulièrement, me paraissent s’aligner sur la personnalité élusive et insaisissable de Lewis, la même nature fuyante de son existence.“

„Insbesondere die Synthesizer scheinen mit Lewis' schwer fassbarer Persönlichkeit und der flüchtigen Natur seiner Existenz in Einklang zu stehen.“